# Sadiqabad
Sadiqabad är en stad i distriktet Rahim Yar Khan i den pakistanska provinsen Punjab. Folkmängden uppgick till cirka 240 000 invånare vid folkräkningen 2017.